# Heckinghausen
Das Wuppertaler Wohnquartier Heckinghausen ist eines von drei Wohnquartieren des gleichnamigen Stadtbezirks Heckinghausen. Es umfasst das Kerngebiet des alten Stadtteils Heckinghausen und ist Standort der mittelalterlichen Heckinghauser Höfe, aus denen er entstand. Der heutige Stadtbezirk Heckinghausen umfasst dagegen einen größeren Bereich, der auch Teile enthält, die historisch nicht zu Heckinghausen gehören.

## Geographie
Das 1,81 km² große Wohnquartier wird im Osten von der Rauentaler Bergstraße, ab der Heckinghauser Zollbrücke vom Lauf der Wupper, im Süden von den Straßen Bockmühle, Bockmühlberg und Hammesberg begrenzt. Nach Westen begrenzen es die Forestastraße, die Mörikestraße, der Grillparzerweg und der untere Abschnitt des Heidter Bergs, nach Nordwesten stellt der Lauf der Wupper und im Nordosten die Widukindstraße die Grenze zu den benachbarten Wohnquartieren dar.
Im Uhrzeigersinn umgeben die Wohnquartiere Rauental, Hammesberg, Heidt, Barmen-Mitte und Oberbarmen-Schwarzbach das Quartier Heckinghausen.
Der Norden und der Osten sind von geschlossener innerstädtischer Wohnbebauung geprägt, während der südliche Teil von der bewaldeten Kaiser-Wilhelm-Höhe, einem Teil des Barmer Waldes, eingenommen wird. Zu den kulturhistorisch bedeutsamen und daher unter Baudenkmalschutz gestellten Bauwerken zählt der Heckinghauser Gasbehälter und als eines der ältesten Gebäude das Haus Spiekerstraße 12a. Abgegangen ist Haus Krebs-Clef. Der nahe dem Gasbehälter gelegene Butan Club zählte bis zur Schließung 2018 zu den bekanntesten deutschen Technoclubs.
Zu den alten Wohnplätzen im Wohnquartier gehört Bockmühle und der östliche Teil von Clef.
Eine Gemeinschaftsgrundschule befindet sich in der Meyerstraße.

## Etymologie und Geschichte
Die Endung -inghausen lässt auf eine Besiedlung im 8. bis 10. Jahrhundert durch die Borchter schließen, die an der mittleren Ruhr lebten und bis zu Karls Sachsenkriegen unter sächsischer Herrschaft standen. Heckinghausen wird als Haus der Sippe des Heckos gedeutet.
Im Mittelalter gehörte Heckinghausen zum Kirchspiel Schwelm und lag östlich der nahen Grenze der Dekanate Lüdenscheid und Neuss. Verwaltungstechnisch gehörte es bis zum 11. Jahrhundert zum fränkischen Ruhr- oder Keldachgau unter der Herrschaft der Ezzonen und ab dem 12. Jahrhundert zum kurkölnischen Gerichtsbezirk Volmarstein und der späteren Freigrafschaft Volmarstein.
Die Heckinghauser Höfe waren seit 1384 ein Allod der Grafen von Mark, die zudem zwischen 1300 und 1324 im Besitz des von Kurköln eroberten Kirchspiels Schwelm kamen und nun im märkischen Teil von Barmen, Oberbarmen genannt, die Landesherrschaft ausübten. Der Oberhof des märkischen Höfeverbands innerhalb Oberbarmens war Wichlinghausen, die Heckinghauser Höfe unterstanden dessen Gerichtsherrschaft in der Niederen Gerichtsbarkeit.
Nach dem territorialen Übergang Oberbarmens an die bergischen Herzöge zwischen 1399 und 1420 wurde Heckinghausen Teil der Barmer Bauerschaft im bergischen Amt Beyenburg. Die Territorialgrenze zwischen Berg und Mark verlief ab spätestens 1420 östlich von Heckinghausen an der Wupper, so dass Heckinghausen eine märkische Exklave im bergischen Territorium blieb.
Die früheste mit Datum gesicherte Erwähnung Heckinghausens stammt aus der Beyenburger Amtsrechnung (Abrechnung des Rentmeisters an die Bergisch-herzogliche Kameralverwaltung) des Jahres 1466. Aus dieser geht hervor, dass der Wohnplatz Heckinghausen zu dieser Zeit in vier Vollhöfe unterteilt war, die einem Hermann, einem Peter, einem Wilhelm und einem Wever gehörten.
Der Stadtbezirk liegt am Fluss Wupper, wo sich im 18. Jahrhundert Färbereibetriebe der Textilindustrie ansiedelten. Eine schlichte Gedenktafel an der Heckinghauser Str. 162 erinnert an das Wohnhaus von Friedrich Bayer, der zusammen mit dem Färbermeister Johann Friedr. Weskott am 11. August 1863 die Fa. Friedr. Bayer et Comp. gründete, aus der das Weltunternehmen der Farbenfabriken Bayer AG in Leverkusen hervorging. Im 19. Jahrhundert wuchs der Bezirk mit der damaligen Stadt Barmen zusammen (Näheres zur Geschichte siehe dort), mit der er 1929 im späteren Wuppertal aufging. Im Zweiten Weltkrieg gab es in Heckinghausen schwere Zerstörungen.
1815/16 hatte der Ort 607 Einwohner. 1832 gehörte der Ort zur Sektion D des ländlichen Außenbezirks der Bürgermeisterei Barmen. Der laut der Statistik und Topographie des Regierungsbezirks Düsseldorf als Dorf kategorisierte Ort wurde zu dieser Zeit Heckinghausen genannt und besaß 47 Wohnhäuser, 21 landwirtschaftliche Gebäude und eine Fabrik oder Mühle. Zu dieser Zeit lebten 990 Einwohner im Ort, davon 49 katholischen und 941 evangelischen Glaubens.